# 文森特·佩雷斯
文森特·佩雷斯（Vincent Pérez，1964年6月10日—）是瑞士的一位演員。他最著名的作品有《魔誡追緝令》和《瑪歌皇后》等作品。